# X Aquarii
X Aquarii är en pulserande variabel av Mira Ceti-typ (M) i stjärnbilden Vattumannen.
Stjärnan varierar mellan visuell magnitud +7,2 och 15,0 med en period av 311,4 dygn. 